# محمد عادل عبد العزيز (كاتب)
محمد عادل عبد العزيز كاتب مصري وُلد بمدينة بورسعيد في 24 مارس عام 1986، وتخرج من كلية نظم المعلومات، ثم حصل على درجة الماجستير والدكتوراة من معهد يوري ججارين للتقنية بروسيا، ودبلوم العلوم البيئية من جامعة بورسعيد, بالإضافة إلى الماجستير والدكتوراة في إدارة الأعمال من الأكاديمية العربية للعلوم والتكنولوجيا والنقل البحري، ودراسات مابعد الدكتوراة في التنمية المستدامة للمحيطات وإدارة السواحل من جامعة برغن النرويجية.

## مسيرته المهنية
عمل محمد عادل عبد العزيز بعد تخرجه من الجامعة بشركة يوتلسات لتقديم خدمات الاتصالات والإنترنت عبر الأقمار الصناعية، ثم عمل مدير للنظم بعدد من الشركات من بينها خطوط الملاحة العالمية مايرسك لاين، وشركة ترينتو إيجيبت للملاحة والخدمات اللوجيستية، ثم كمدير لقطاع النظم والبيئة بسلسلة فنادق هوارد جونسونز، ثم مدرباً للغوص التقني للأغراض البحثية ومراقب بالأمم المتحدة تابع إلى اتفاقية التنوع البيولوجي, ثم كمحلل بيانات ومدرس لعلوم النمذجة والرصد البحري في المنظمة الأوربية للأرصاد الجوية، بالإضافة للعمل كإستشاري لنظم المعلومات الجغرافية في الوكالة الأوروبية لمراقبة مصايد الأسماك, كما قدم الإستشارات التقنية والإدارية والبيئية للعديد من الشركات مثل الشركة المصرية لنقل البيانات، والهيئة العامة لموانئ بورسعيد، ومشروع المنطقة الإقتصادية لقناة السويس، ومشروع البحر الأحمر, ومحطة الضبعة النووية, وهيئة قناة السويس.

## مؤلفاته
ألف محمد عادل عبد العزيز العديد من المؤلفات التي تنوعت موضوعاتها ما بين علم المحيطات، والتجارة الإلكترونية، ونظم المعلومات، والتنمية البشرية، ومنها:
- تقنيات رصد المحيطات ونمذجة البيانات البحرية: صدر عام 2021.
- اللوكانده: صدر عام 2014 عن مؤسسة التفكير الإيجابي للنشر والتوزيع بالقاهرة.[3]
- البعد الخامس: صدر عام 2013 عن مؤسسة التفكير الإيجابي للنشر والتوزيع بالقاهرة.[1]
- التجارة الإلكترونية والفكر المحاسبي: صدر عام 2015 عن مركز الوسيط التجاري بالقاهرة.[4]
- تجنبهم وإتخذ قرارك: صدر عام 2017 عن مركز الشيخ إسماعيل أبو داوود للنشر والتوزيع بالقاهرة.[5]
- إحمي ما تحب: صدر عام 2011 عن مؤسسة التفكير الإيجابي للنشر والتوزيع بالقاهرة.[6]
- قوة التفكير الإيجابي: صدر عن جمعية وادي التكنولوجيا ببورسعيد.
- دليل استخدام 2012
- سحر الإدارة: صدر عن دارالنور للإنتاج الإعلامي والتوزيع ببورسعيد.